# Prodotto semidiretto
In algebra, il prodotto semidiretto è un'estensione del concetto di prodotto diretto. Così come il prodotto diretto, un prodotto semidiretto di due gruppi {\displaystyle (G_{1},\cdot ),(G_{2},\star )} è un gruppo che ha come elementi quelli del prodotto cartesiano {\displaystyle G_{1}\times G_{2}}, la cui legge di composizione dipende però anche da un omomorfismo particolare scelto fra gli omomorfismi {\displaystyle \psi \colon (G_{2},\star )\to \mathrm {Aut} ((G_{1},\cdot ))}.

## Definizione
Dati due gruppi {\displaystyle (G_{1},\cdot ),(G_{2},\star )} e un omomorfismo {\displaystyle \psi \colon (G_{2},\star )\rightarrow \mathrm {Aut} ((G_{1},\cdot ))}, chiamiamo prodotto semidiretto di {\displaystyle G_{1}} e {\displaystyle G_{2}} secondo {\displaystyle \psi } il prodotto cartesiano {\displaystyle G_{1}\times G_{2}} dotato della seguente operazione:
{\displaystyle (a,b)*(c,d)=(a\cdot \psi _{b}(c),b\star d)}
dove indichiamo con {\displaystyle \psi _{b}} l'automorfismo {\displaystyle \psi (b)} appartenente all'insieme {\displaystyle \mathrm {Aut} ((G_{1},\cdot ))}.
Il prodotto semidiretto di {\displaystyle G_{1}} e {\displaystyle G_{2}} secondo {\displaystyle \psi } può essere indicato come
{\displaystyle (G_{1},\cdot )\rtimes _{\psi }(G_{2},\star )}.

## Prodotto diretto e semidiretto
Il prodotto diretto {\displaystyle (G_{1},\cdot )\times (G_{2},\star )} è un caso particolare di prodotto semidiretto: quello ottenuto considerando tra {\displaystyle (G_{2},\star )} e {\displaystyle \mathrm {Aut} ((G_{1},\cdot ))} l'omomorfismo:
{\displaystyle \psi (b)=\mathrm {Id} _{1},\quad \forall b\in G_{2}}
dove {\displaystyle \mathrm {Id} _{1}} è l'automorfismo identità in {\displaystyle (G_{1},\cdot )}. Infatti l'operazione su {\displaystyle (G_{1},\cdot )\rtimes _{\psi }(G_{2},\star )} sarà a questo punto:
{\displaystyle (a,b)*(c,d)=(a\cdot \psi _{b}(c),b\star d)=(a\cdot \mathrm {Id} _{1}(c),b\star d)=(a\cdot c,b\star d).}
Questa, per l'appunto, non è altro che l'operazione del prodotto diretto.

## Teorema sulla decomposizione in prodotto semidiretto
Sia {\displaystyle (G,*)} un gruppo e siano {\displaystyle H,K} due suoi sottogruppi.
Se:
- {\displaystyle H\triangleleft G} ({\displaystyle H} è normale in {\displaystyle G}),
- {\displaystyle G=HK=\{h*k\mid h\in H,k\in K\},}
- {\displaystyle H\cap K=\{e\},}

allora {\displaystyle G\cong H\rtimes _{\psi }K}, dove {\displaystyle \psi _{k}(h)=khk^{-1}} (ossia ogni elemento viene mappato da {\displaystyle \psi } nel rispettivo automorfismo coniugio).
L'isomorfismo tra {\displaystyle G} e {\displaystyle H\rtimes _{\psi }K} sarà quello che manda il generico elemento {\displaystyle h*k} in {\displaystyle (h,k)}.

## Esempi di gruppi semidiretti
- Dato un gruppo avente ordine {\displaystyle pq}, con {\displaystyle p,q} numeri primi distinti, {\displaystyle p<q}, esso, per il teorema enunciato e per i teoremi di Sylow[2], sarà decomponibile come:
{\displaystyle \mathbb {Z} _{q}\rtimes _{\psi }\mathbb {Z} _{p}.}
In particolare, se {\displaystyle p} non divide {\displaystyle |\mathrm {Aut} (\mathbb {Z} _{q})|=\varphi (q)=q-1} ({\displaystyle \varphi } è la funzione φ di Eulero), l'unico omomorfismo tra {\displaystyle \mathbb {Z} _{p}} e {\displaystyle \mathrm {Aut} (\mathbb {Z} _{q})} è quello che mappa ogni elemento nella funzione identità, e quindi in tale caso
{\displaystyle G\cong \mathbb {Z} _{q}\rtimes _{\psi }\mathbb {Z} _{p}=\mathbb {Z} _{q}\times \mathbb {Z} _{p}}
- Ogni gruppo diedrale {\displaystyle D_{n}} è isomorfo al seguente prodotto semidiretto:

{\displaystyle \mathbb {Z} _{n}\rtimes _{\psi }\mathbb {Z} _{2},}
dove {\displaystyle \psi (0)} è l'identità su {\displaystyle \mathbb {Z} _{n}} e {\displaystyle \psi (1)} è l'applicazione che manda ogni elemento {\displaystyle m} di {\displaystyle \mathbb {Z} _{n}} nel suo opposto {\displaystyle -m}.[3]
In particolare un isomorfismo {\displaystyle \phi \colon D_{n}\rightarrow \mathbb {Z} _{n}\rtimes _{\psi }\mathbb {Z} _{2}} è quello tale che:
  - {\displaystyle \phi (r)=(1,0),}
  - {\displaystyle \phi (s)=(0,1),}

e quindi[4]
{\displaystyle \phi (r^{h}s^{k})=(h,k),}
dove {\displaystyle r,s} sono rispettivamente una rotazione di angolo minimo e una simmetria fissata.
- Il gruppo di Poincaré, il gruppo di isometrie dello spazio-tempo di Minkowski, è il prodotto semidiretto delle traslazioni e delle trasformazioni di Lorentz
- Il gruppo fondamentale della bottiglia di Klein può essere scritto nella forma

{\displaystyle \langle a,b\mid aba^{-1}=b^{-1}\rangle ,}

ed è perciò prodotto semidiretto del gruppo degli interi, {\displaystyle \mathbb {Z} }, con sé stesso.

## Applicazioni
I prodotti semidiretti sono di aiuto nella classificazione dei gruppi, ad esempio permettono di classificare tutti i gruppi di ordine {\displaystyle pq} con {\displaystyle p,q} primi e {\displaystyle p<q}:
Se {\displaystyle q\not \equiv 1{\bmod {p}},} c'è un solo gruppo ed è {\displaystyle \mathbb {Z} _{pq}.}
Se {\displaystyle q\equiv 1{\bmod {p}},} ce ne sono due, uno è {\displaystyle \mathbb {Z} _{pq}} e l'altro, non abeliano, è dato da {\displaystyle \{{\begin{pmatrix}x&y\\0&1\end{pmatrix}}:x\in \mathbb {Z} _{q}^{*},y\in \mathbb {Z} _{q},x^{p}\equiv 1{\bmod {q}}\}\subset {\text{Aff}}(\mathbb {Z} _{q}).}
Di seguito è riportato un esempio di come il prodotto semidiretto ci può aiutare a classificare i gruppi di un ordine assegnato.
Classificazione dei gruppi di ordine 30:
Sia {\displaystyle \mid G\mid =30=2\cdot 3\cdot 5} allora per i teoremi di Sylow {\displaystyle G} contiene un sottogruppo di ordine 2, uno di ordine 3 e uno di ordine 5, e vale {\displaystyle n_{5}\in \{1,6\}} e {\displaystyle n_{3}\in \{1,10\}}. Non può essere contemporaneamente {\displaystyle n_{3}=10} e {\displaystyle n_{5}=6} altrimenti {\displaystyle G} avrebbe 20 elementi di ordine 3 e 24 di ordine 5, allora almeno uno dei due sottogruppi è normale e possiamo quindi considerare il loro prodotto che è un sottogruppo di {\displaystyle G} di ordine 15. Per il teorema precedente deve necessariamente essere ciclico e poiché ha indice 2 deve essere normale.
Per il teorema sulla decomposizione in prodotto semidiretto {\displaystyle G\cong \mathbb {Z} _{15}\rtimes _{\psi }\mathbb {Z} _{2}} con {\displaystyle \psi \colon \mathbb {Z} _{2}\rightarrow {\text{Aut}}(\mathbb {Z} _{15})\cong \mathbb {Z} _{2}\times \mathbb {Z} _{4}} che agisce per coniugio. Contiamo ora gli omomorfismi da {\displaystyle \mathbb {Z} _{2}} a {\displaystyle \mathbb {Z} _{2}\times \mathbb {Z} _{4}} questi sono 4, infatti dobbiamo scegliere dove mandare {\displaystyle 1} che ha ordine 2 e poiché {\displaystyle \psi } è un omomorfismo {\displaystyle \psi (1)\mid 2}, allora {\displaystyle \psi (1)\in \{(0,0),(0,2),(1,0),(1,2)\}}. Abbiamo mostrato che ci sono al più 4 gruppi di ordine 30 e considerando {\displaystyle \mathbb {Z} _{30},\mathbb {Z} _{3}\times D_{5},\mathbb {Z} _{5}\times D_{3},D_{15},} è facile vedere che questi sono 4 gruppi di ordine 30 non isomorfi.

## Proprietà
Mentre il prodotto diretto di due gruppi abeliani è sempre abeliano, non si può dire altrettanto del prodotto semidiretto (un esempio è dato dai gruppi diedrali, dato che {\displaystyle D_{n}} è non abeliano per ogni {\displaystyle n\geq 3}), e anzi, un prodotto semidiretto di due gruppi abeliani è abeliano se e solo se il prodotto semidiretto coincide con quello diretto.